# Cristina Garros Martínez
Cristina Garros Martínez es una magistrada argentina, que fue la primera mujer jueza de la Corte de Justicia de Salta, Argentina, donde se desempeñó entre 2000 y 2012. Graciela Kauffman de Martinelli la sustituyó cuando se jubiló, ejerciendo hasta febrero de 2018.